# Reformierte Kirche Savognin

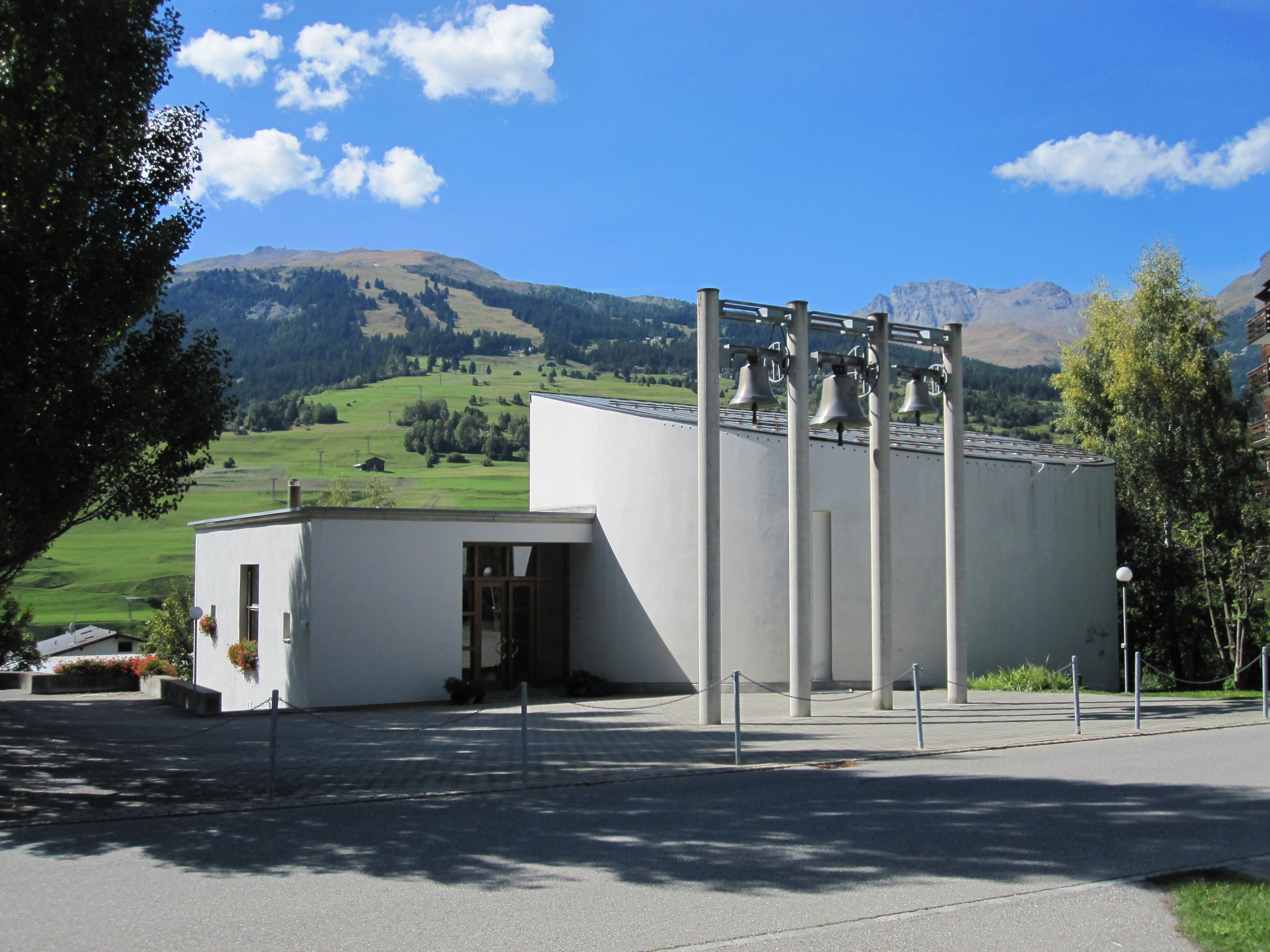
Kirchengebäude und Vorplatz mit offenem Glockenturm

Die reformierte Kirche in Savognin im Surses ist ein evangelisch-reformiertes Gotteshaus der Architekten Hans-Jörg Ruch und Urs Hüsler.

## Geschichte und Ausstattung
Der moderne Sakralbau aus den Achtzigerjahren des 20. Jahrhunderts als Bauwerk der reformierten Diaspora mitten in bis dahin rein katholischem Gebiet befindet sich in der Veia Davos-Tga im oberen Dorfteil. Das als Kirchenzentrum konzipierte Gebäude beherbergt neben dem Kirchenraum auch weitere Räumlichkeiten für Sitzungen und kulturelle Veranstaltungen. Eingeweiht wurde das Kirchenzentrum am 28. August 1988.
Der Kirchenraum wird dominiert von einem zentralen Abendmahlstisch, über dem eine Kunstfigur von Erica Pedretti schwebt, die die Gemeinde als wanderndes Gottesvolk sowohl an das Stiftszelt der Israeliten erinnert als auch an Gottes Engel und ihr schützendes Weggeleit.

## Kirchliche Organisation
Die Evangelisch-reformierte Landeskirche Graubünden führt Savognin als Teil der Kirchengemeinde Bivio-Sursès.

## Galerie

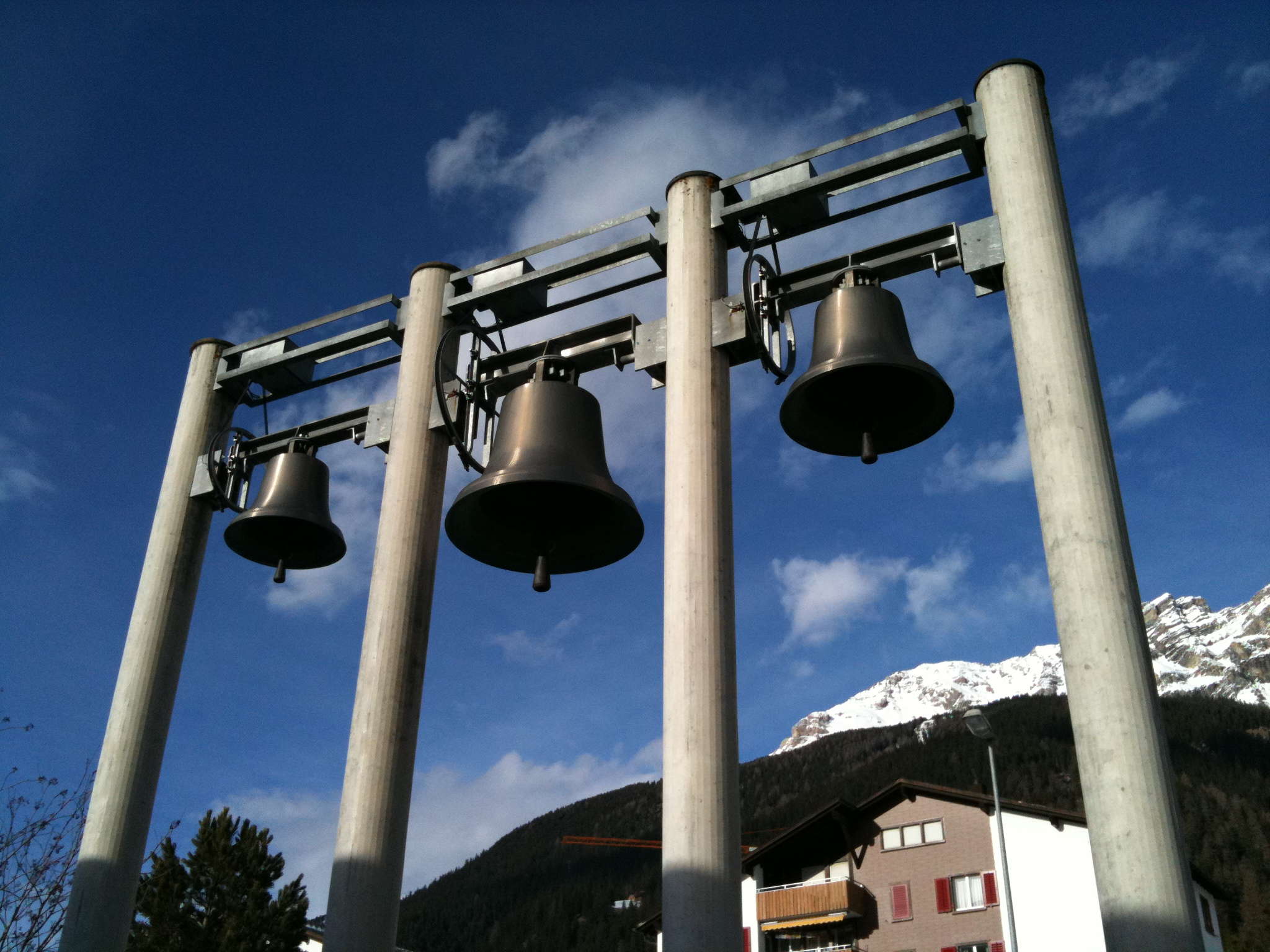
Offener Glockenturm
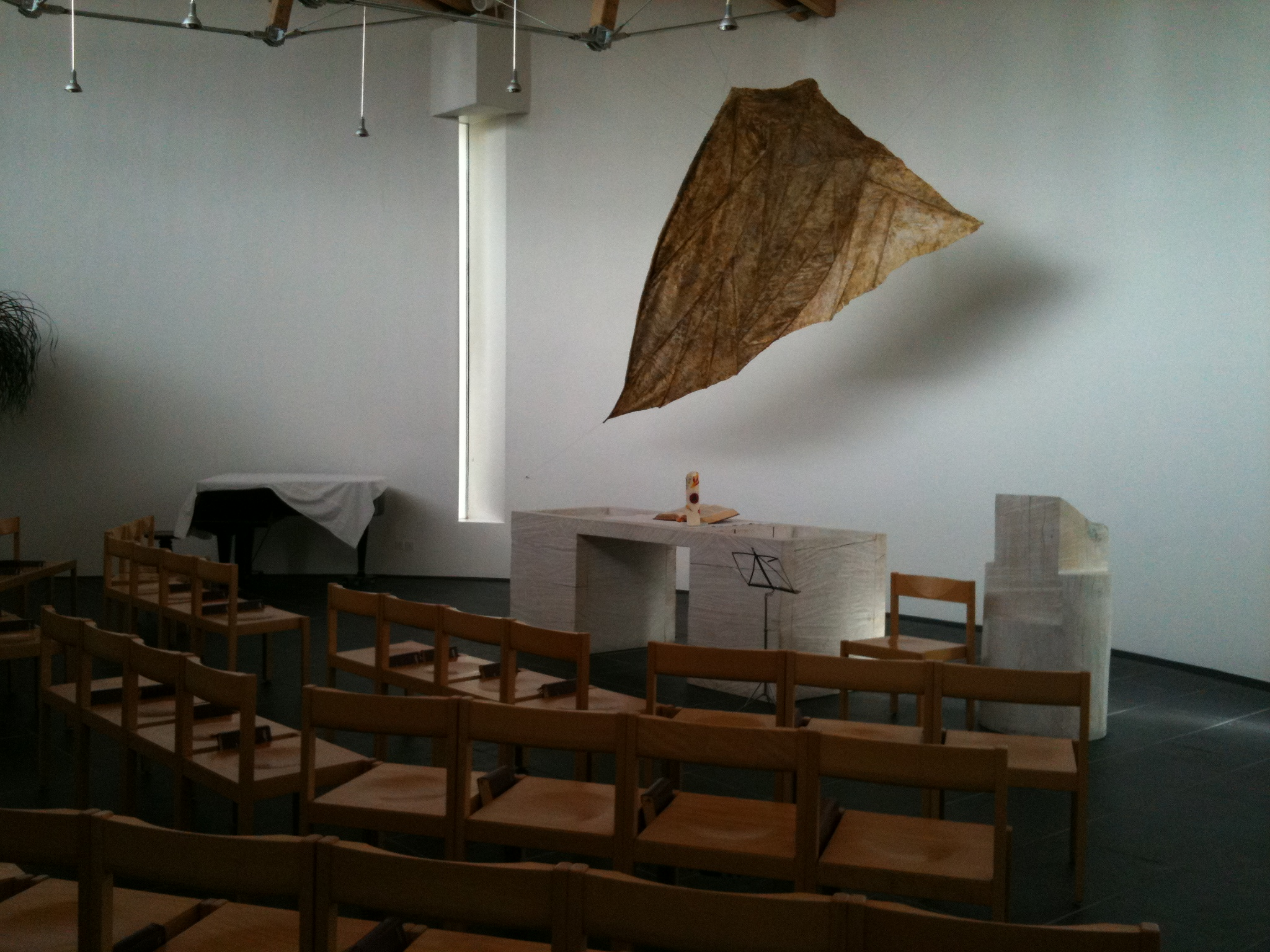
Kirchenraum
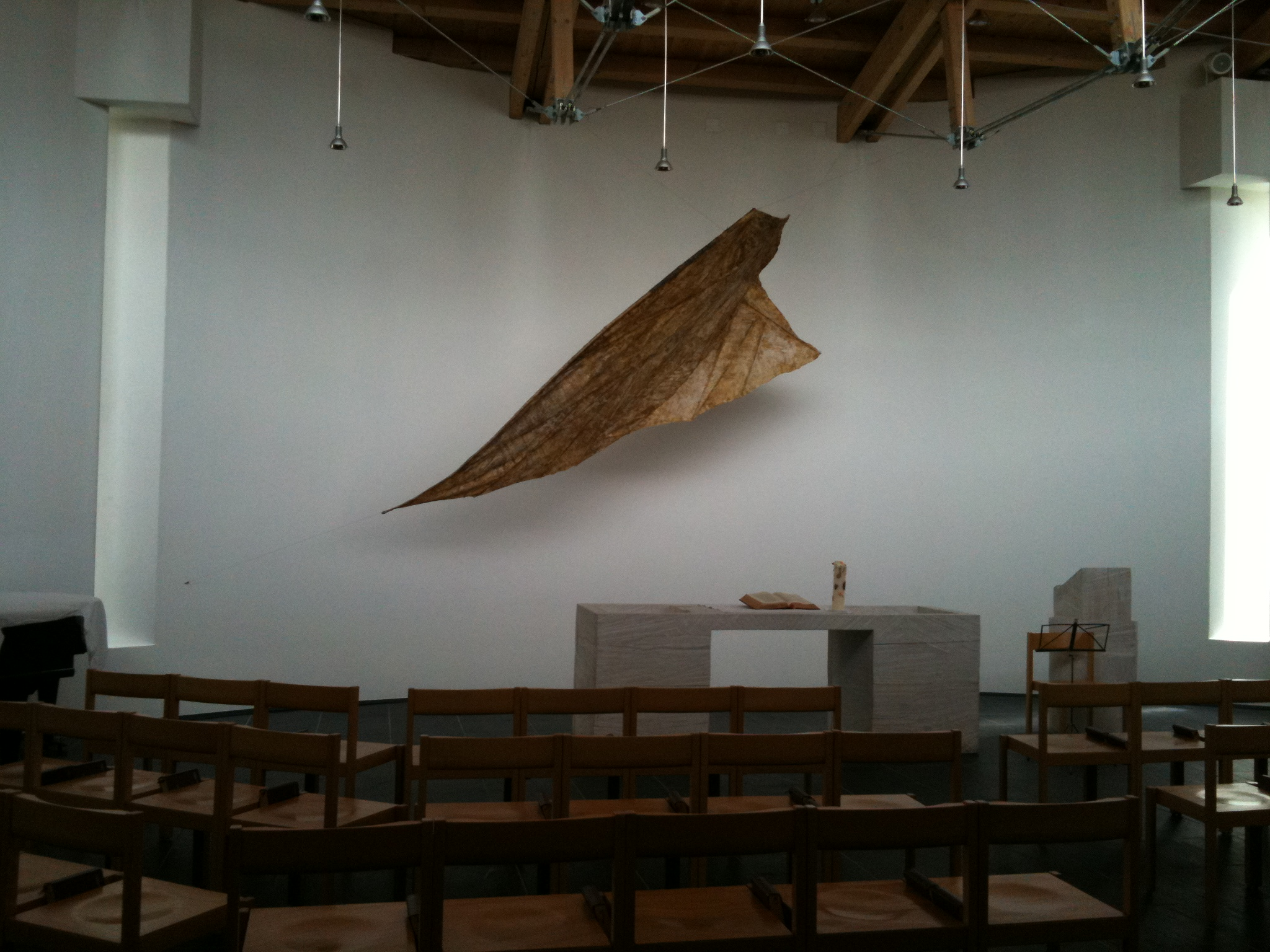
In anderer Perspektive